# Heidi (namn)
Heidi är en kortform av namn som slutar på -heid, t.ex. Adelheid. Det kan även vara en form av det fornnordiska namnet Heid som betyder ljus, molnfri. Det äldsta belägget i Sverige är från år 1879.
Den 31 december 2014 fanns det totalt 3 211 kvinnor folkbokförda i Sverige med namnet Heidi, varav 2 353 bar det som tilltalsnamn.
Namnsdag: i Sverige 5 september, delas med Adela, (1986–1992: 30 september, 1993–2000: 14 juni). I den finlandssvenska namnsdagslängden har Heidi namnsdag 27 juli sedan 1973.

## Personer med namnet Heidi

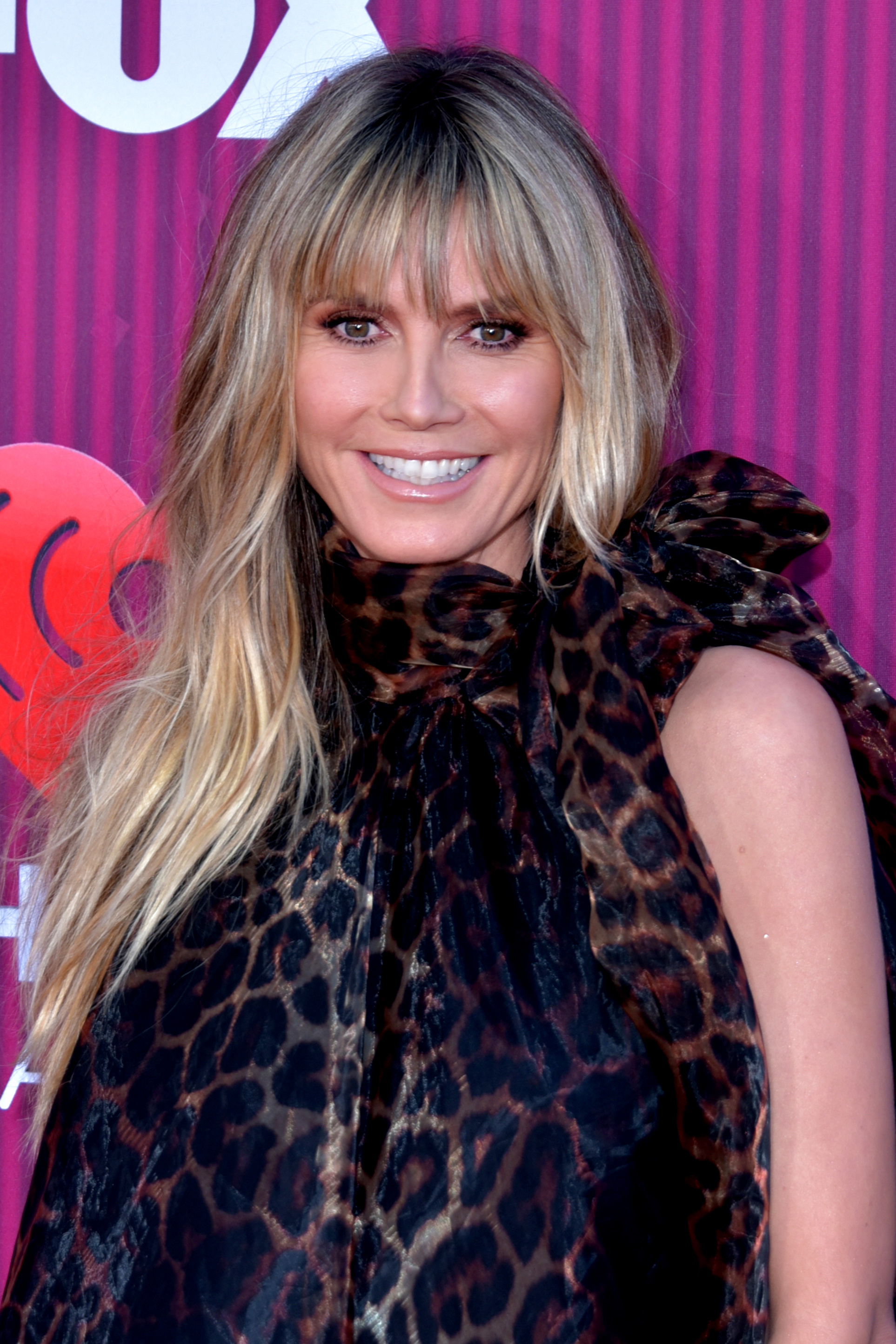
Heidi Klum

- Heidi Avellan, finlandssvensk journalist
- Heidi Andersson, svensk armbryterska
- Heidi Blomstedt, finländsk formgivare
- Heidi von Born, svensk författare
- Heidi Fleiss, amerikansk bordellmamma
- Heidi Grande Røys, norsk politiker, f.d. minister
- Heidi Hannula, finländsk friidrottare
- Heidi Hauge, norsk countrysångerska
- Heidi Hautala, finländsk politiker
- Heidi Holland, sydafrikabaserad zimbabwisk journalist och författare
- Heidi Klum, tysk fotomodell
- Heidi Marie Kriznik, norsk författare
- Heidi Montag, amerikansk fotomodell, sångare och dokusåpakändis
- Heidi Range, brittisk popsångerska
- Heidi Swedberg, amerikansk skådespelare
- Heidi Thomas, brittisk författare och manusförfattare
- Heidi Weng, norsk längdskidåkare
- Heidi von Wright, finsk poet

## Fiktiva personer med namnet Heidi
- Heidi, litterär figur i böcker av den schweiziska författarinnan Johanna Spyri